# Araneus angulatus

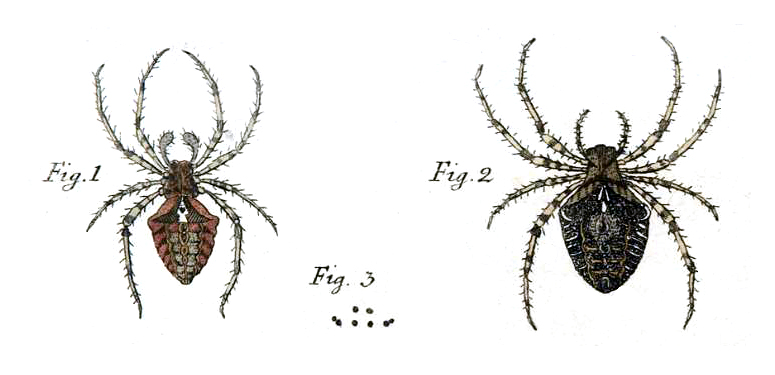
La il·lustració que acompanya Clerck en la seva descripció d' Araneus angulatus en el Svenska Spindlar, on mostra un mascle i una femella

Araneus angulatus és una espècie de la família dels aranèids (Araneidae) que es troba a la zona paleàrtica. S'assembla a l'aranya de jardí europea, Araneus diadematus, però té uns tubercles distintius a l'abdomen. L'espècie apareix descrita en el Svenska Spindlar (Aranei Svecici), una obra del 1757. Araneus angulatus és el primer nom científic d'un animal i, actualment, encara està en ús.
Araneus angulatus s'assembla a la coneguda aranya de jardí europea, Araneus diadematus, de la qual es distingeix clarament per la presència de tubercles angulars en l'abdomen.

## Distribució
Araneus angulatus té una ampla distribució geogràfica en la zona paleàrtica. Es pot trobar per tot Europa, tot i que és més rara de veure al nord d'Europa; també és rara al Regne Unit, on la seva presència es restringeix a zones prop de la costa del sud d'Anglaterra.

## Subespècies
- Araneus angulatus afolius (Franganillo, 1909) — Portugal
- Araneus angulatus atricolor Simon, 1929 — França
- Araneus angulatus castaneus (Franganillo, 1909) — Portugal
- Araneus angulatus crucinceptus (Franganillo, 1909) — Portugal
- Araneus angulatus fuscus (Franganillo, 1909) — Portugal
- Araneus angulatus iberoi (Franganillo, 1909) — Portugal
- Araneus angulatus levifolius (Franganillo, 1909) — Portugal
- Araneus angulatus niger (Franganillo, 1918) — Espanya
- Araneus angulatus nitidifolius (Franganillo, 1909) — Portugal
- Araneus angulatus pallidus (Franganillo, 1909) — Portugal
- Araneus angulatus personatus Simon, 1929 — Bèlgica, França
- Araneus angulatus serifolius (Franganillo, 1909) — Portugal

## Ecologia
Araneus angulatus construeix una gran teranyina orbital, que penja d'arbustos i arbres, sovint amb línies de suport que connectem amb el terra. A diferència d' A. diadematus, la teranyina d'A. angulatus no té zona de retir, així que l'aranya ha d'esperar la presa en el centre del web. Les detecta per vibracions en el fil. Hi ha observacions durant una fira popular, i s'ha informat que sembla "indiferent a les multituds, la música i els focs artificials".

## Història taxonòmica
Araneus angulatus fou la primera de les 66 espècies que el 1757 Carl Alexander Clerck va descriure en la seva obra Svenska Spindlar